# 纳粹隔都
纳粹隔都是德國入侵波蘭後，納粹德國在納粹德國佔領下的歐洲建立的聚集區。 1942年，纳粹德國開始莱茵哈德行动，将佔領區隔都內的犹太人驱逐到滅絕營。  1943年6月21日，海因里希·希姆莱下令將剩下的隔都全部清理，一些隔都還轉變成集中營。